# Filin (мініальбом)
Filin — третій міні- і четвертий загалом альбом гурту Vivienne Mort, який було презентовано 12 березня 2015 року.

## Список пісень
| #  | Назва       | Тривалість |
| -- | ----------- | ---------- |
| 1. | «Колискова» | 3:47       |
| 2. | «Темно»     | 3:54       |
| 3. | «Лети»      | 2:54       |
| 4. | «Грушечка»  | 2:59       |
| 5. | «Голубка»   | 4:32       |
| 6. | «Любов»     | 3:41       |

## Учасники запису
- Даніела Заюшкіна — вокал, фортепіано
- Олександр Лєжньов — клавішні